# Benjamin Phiri
Benjamin S. Phiri (* 14. Juni 1959 in Chongololo) ist ein sambischer römisch-katholischer Geistlicher und Erzbischof von Ndola.

## Leben
Benjamin Phiri empfing am 14. September 1986 das Sakrament der Priesterweihe für das Erzbistum Lusaka.
Am 15. Januar 2011 ernannte ihn Papst Benedikt XVI. zum Titularbischof von Nachingwea und bestellte ihn zum Weihbischof in Chipata. Der emeritierte Erzbischof von Lusaka, Medardo Joseph Kardinal Mazombwe, spendete ihm am 9. April desselben Jahres die Bischofsweihe; Mitkonsekratoren waren der Apostolische Nuntius in Sambia, Erzbischof Nicola Girasoli, und der Bischof von Chipata, George Cosmas Zumaire Lungu.
Am 3. Juli 2020 ernannte ihn Papst Franziskus zum Bischof von Ndola. Die Amtseinführung erfolgte am 15. August desselben Jahres. Mit der Erhebung von Ndola zum Erzbistum wurde Phiri am 18. Juni 2024 zu dessen ersten Erzbischof ernannt.